# Alekséi Smirnov
Alekséi Semiónovich Smirnov (en ruso: Алексей Семёнович Смирнов; Paltsevo, Imperio ruso, 25 de enerojul./ 7 de febrero de 1917greg. – Moscú, Unión Soviética, 7 de agosto de 1987) fue un piloto de combate y as de la aviación de la Fuerza Aérea Soviética durante la Segunda Guerra Mundial. Obtuvo treinta y cinco victorias en solitario durante la guerra y fue una de las pocas personas que fue galardonada dos veces con el título de Héroe de la Unión Soviética.

## Biografía

### Infancia y juventud
Alekséi Smirnov nació el 7 de febrero de 1917 en la pequeña localidad rural de Paltsevo en la gobernación de Tver del Imperio ruso. Después de completar el séptimo grado en la escuela local en 1934, se mudó a la ciudad de Kalinin en 1935, donde trabajó en un depósito ferroviario. En 1937 se graduó en el club de vuelo de Kalinin. Después trabajó como tendero desde 1936 hasta que se unió al Ejército Rojo en 1938. En diciembre de ese mismo año se graduó de la Escuela de Pilotos de Aviación Militar de Odesa y posteriormente fue asignado al 11.º Regimiento de Aviación de Cazas, que usaba el Polikarpov I-16. De febrero a marzo de 1940 participó en la Guerra de Invierno contra Finlandia como piloto sénior volando el Polikarpov I-153 en el 153.º Regimiento de Aviación de Cazas. Después del final de la guerra con Finlandia permaneció en su regimiento. En 1941 se convirtió en miembro del Partido Comunista.

### Segunda Guerra Mundial
En junio de 1941, poco después de la invasión alemana de la Unión Soviética, Smirnov había sido ascendido al puesto de comandante de vuelo del 153.º Regimiento de Aviación de Cazas. Vio combate durante el primer mes de la invasión, volando tanto el I-16 como el I-153 para realizar misiones de reconocimiento, ataque terrestre, escolta y defensa terrestre. Mientras volaba un I-153 el 9 de julio de 1941, derribó un Bf 109, obteniendo su primer derribo; sin embargo, no obtuvo más victorias mientras volaba el I-153. Durante una misión de ataque a tierra el 21 de agosto de 1941, resultó herido durante el vuelo, pero logró regresar a su aeródromo. Fue derribado el 14 de septiembre de 1941 y se vio obligado a lanzarse en paracaídas con una herida en la pierna, pero sobrevivió. En noviembre de 1942, el 153.º Regimiento de Aviación de Cazas fue honrado con la designación de Guardias y se le cambió el nombre a 28.º Regimiento de Aviación de Cazas de Guardias. Posteriormente, la unidad se volvió a equipar con aviones Bell P-39 Airacobras de fabricación estadounidense y se entrenó para volarlos en la primavera de 1942.
El 23 de julio de 1942, Smirnov y otros cinco volaron en una misión para proteger a las tropas soviéticas en el distrito Semiluksky de Vorónezh de los bombardeos alemanes. ataques. Durante la misión derribó un Ju 88 y un Bf 109, pero posteriormente fue derribado; sufrió graves quemaduras por el fuego dentro de su avión, pero después de que se lanzó en paracaídas, el personal de la 27.ª Brigada de Tanques lo rescató; gente de la brigada también había presenciado los derribos de los aviones enemigos y capturado a un piloto alemán. Smirnov recibió la Orden de Lenin por su desempeño en la misión.
Fue nominado por primera vez para el título de Héroe de la Unión Soviética el 6 de agosto de 1943 por volar 297 salidas y obtener 13 victorias aéreas en solitario; era subcomandante de un escuadrón en ese momento. Ese verano logró derribar tres FW 190. El título le fue otorgado el 28 de septiembre de 1943.
El 7 de octubre de 1943, derribó al comandante de escuadrón de un grupo de He-111. Liderando un grupo de otros cinco P-39 en el ataque, él y su tripulación lograron derribar un total de seis He-111 en el transcurso de 20 minutos. El 9 de octubre de 1943, derribó cuatro aviones enemigos durante tres incursiones en el transcurso de un solo día.
El 5 de septiembre de 1944 fue nominado nuevamente para el título de Héroe de la Unión Soviética por realizar 296 salidas de combate y obtener 31 victorias en solitario. Como comandante de escuadrón en el momento de la nominación, recibió una segunda estrella de oro el 23 de febrero de 1945.
Al final de la guerra, era el subcomandante de su regimiento, había efectuado 457 salidas de combate, consiguió 35 derribos en solitario y uno compartido de aviones enemigos, derribó un globo aerostático y participó en 72 combates individuales (dogfight). Los aviones que derribó incluían el Ju 87, Ju 88, He 111, He 126, Fw 189, Fw 190, Bf 109, Me 110 e incluso un Me 210.

### Posguerra

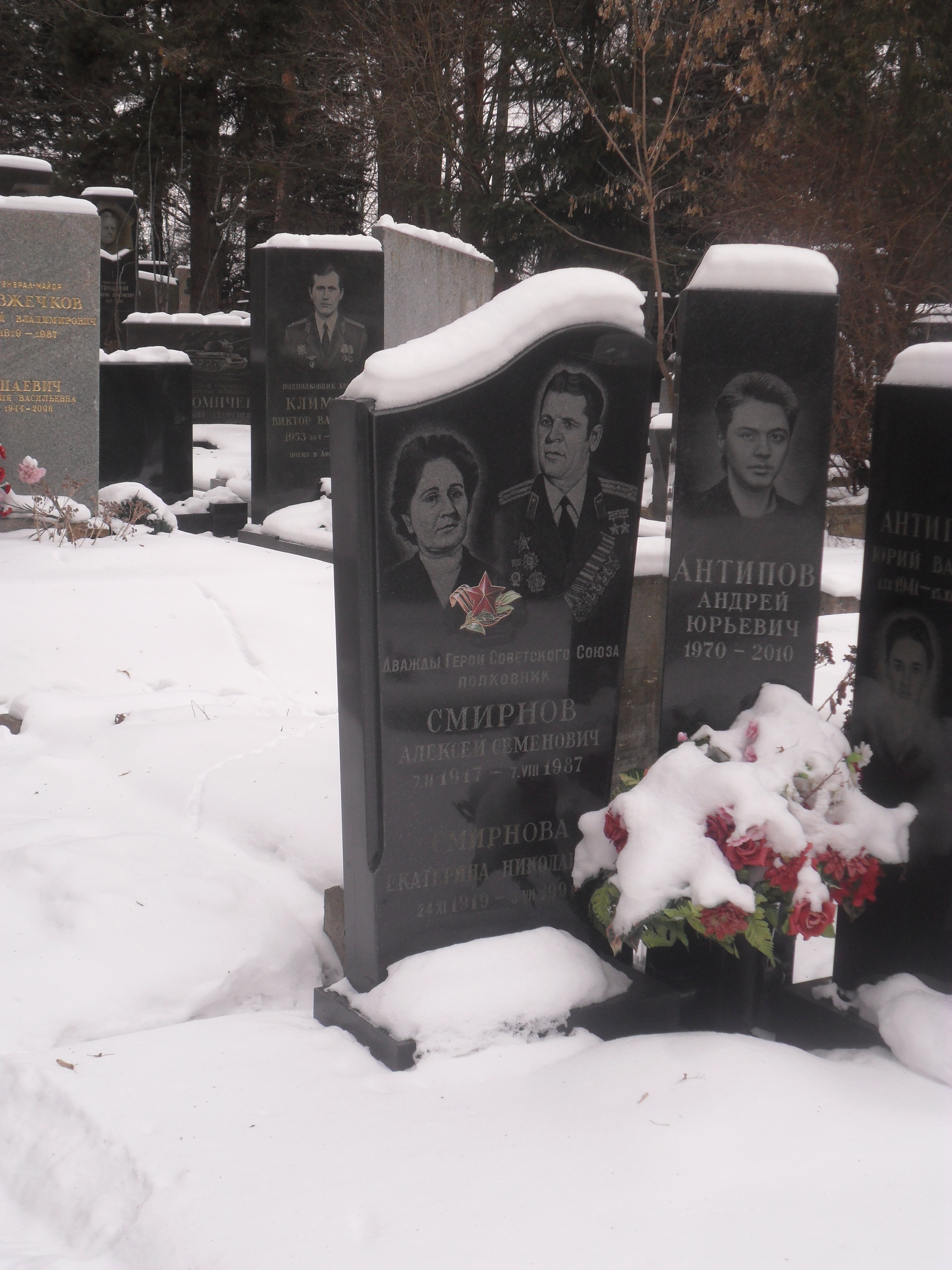
Sepultura de Smirnov en el cementerio de Kúntsevo

Después de la guerra permaneció como subcomandante del 28.º Regimiento de Aviación de Cazas de la Guardia hasta marzo de 1947; luego ingresó a la capacitación en los cursos tácticos de vuelo para oficiales superiores de Lípetsk, de los cuales se graduó en noviembre de ese mismo año. Luego fue asignado como comandante del 54.º Regimiento de Aviación de Cazas de la Guardia, donde voló el P-63. Dejó el cargo en abril de 1949 y tomó el mando del 866.º Regimiento de Aviación de Cazas, que utilizaba el Yak-3. En febrero de 1950 renunció al mando del regimiento y fue nombrado inspector de vuelo en el distrito militar de Moscú. En esa posición voló el La-15, MiG-9, MiG-15, MiG-17, Yak-15 y el Yak-17. En 1954 se retiró de la Fuerza Aérea, tras lo cual trabajó como profesor y proyeccionista.
Alekséi Smirnov murió el 7 de agosto de 1987 a la edad de 70 años en Moscú y fue enterrado en el cementerio de Kúntsevo de la capital moscovita.

## Condecoraciones
A lo largo de su vida Alekséi Smirnov recibió las siguientes condecoraciones.
- Héroe de la Unión Soviética, dos veces (28 de septiembre de 1943 y 23 de febrero de 1945)
- Orden de Lenin, dos veces (14 de agosto de 1942 y 28 de septiembre de 1943)
- Orden de la Bandera Roja, cuatro veces (3 de diciembre de 1941, 3 de mayo de 1942, 30 de abril de 1943 y 22 de febrero de 1955)
- Orden de Alejandro Nevski (11 de octubre de 1943)
- Orden de la Guerra Patria de 1.er grado, dos veces (15 de mayo de 1945 y 11 de mayo de 1985)
- Orden de la Estrella Roja (3 de noviembre de 1953)
- Medalla por el Servicio de Combate
- Medalla Conmemorativa por el Centenario del Natalicio de Lenin
- Medalla por la Defensa de Leningrado
- Medalla por la Victoria sobre Alemania en la Gran Guerra Patria 1941-1945
- Medalla Conmemorativa del 20.º Aniversario de la Victoria en la Gran Guerra Patria de 1941-1945
- Medalla Conmemorativa del 30.º Aniversario de la Victoria en la Gran Guerra Patria de 1941-1945
- Medalla Conmemorativa del 40.º Aniversario de la Victoria en la Gran Guerra Patria de 1941-1945
- Medalla por la Conquista de Königsberg
- Medalla al Trabajador Veterano
- Medalla del 30.º Aniversario de las Fuerzas Armadas de la URSS
- Medalla del 40.º Aniversario de las Fuerzas Armadas de la URSS
- Medalla del 50.º Aniversario de las Fuerzas Armadas de la URSS
- Medalla del 60.º Aniversario de las Fuerzas Armadas de la URSS
- Medalla Conmemorativa del 250.º Aniversario de Leningrado